# Flughafen Peking-Hauptstadt

i7
i11
i13

Flughafendiagramm

Der Flughafen Peking-Hauptstadt (chinesisch 北京首都國際機場 / 北京首都国际机场, Pinyin Běijīng Shǒudū Guójì Jīchǎng – „Pekinger Hauptstadt-Internationalflughafen“, IATA-Code: PEK, ICAO-Code: ZBAA), international auch Beijing Capital International Airport (BCIA) genannt, liegt 29 Kilometer nordöstlich vom Stadtzentrum Pekings, im Gebiet Shunyi, innerhalb des Verwaltungsgebiets des Stadtbezirks Chaoyang. Er ist nach Passagieraufkommen einer der größten Flughäfen Chinas sowie Asiens und dient außerdem als wichtigstes und größtes Drehkreuz von Air China.

## Verkehrsanbindung

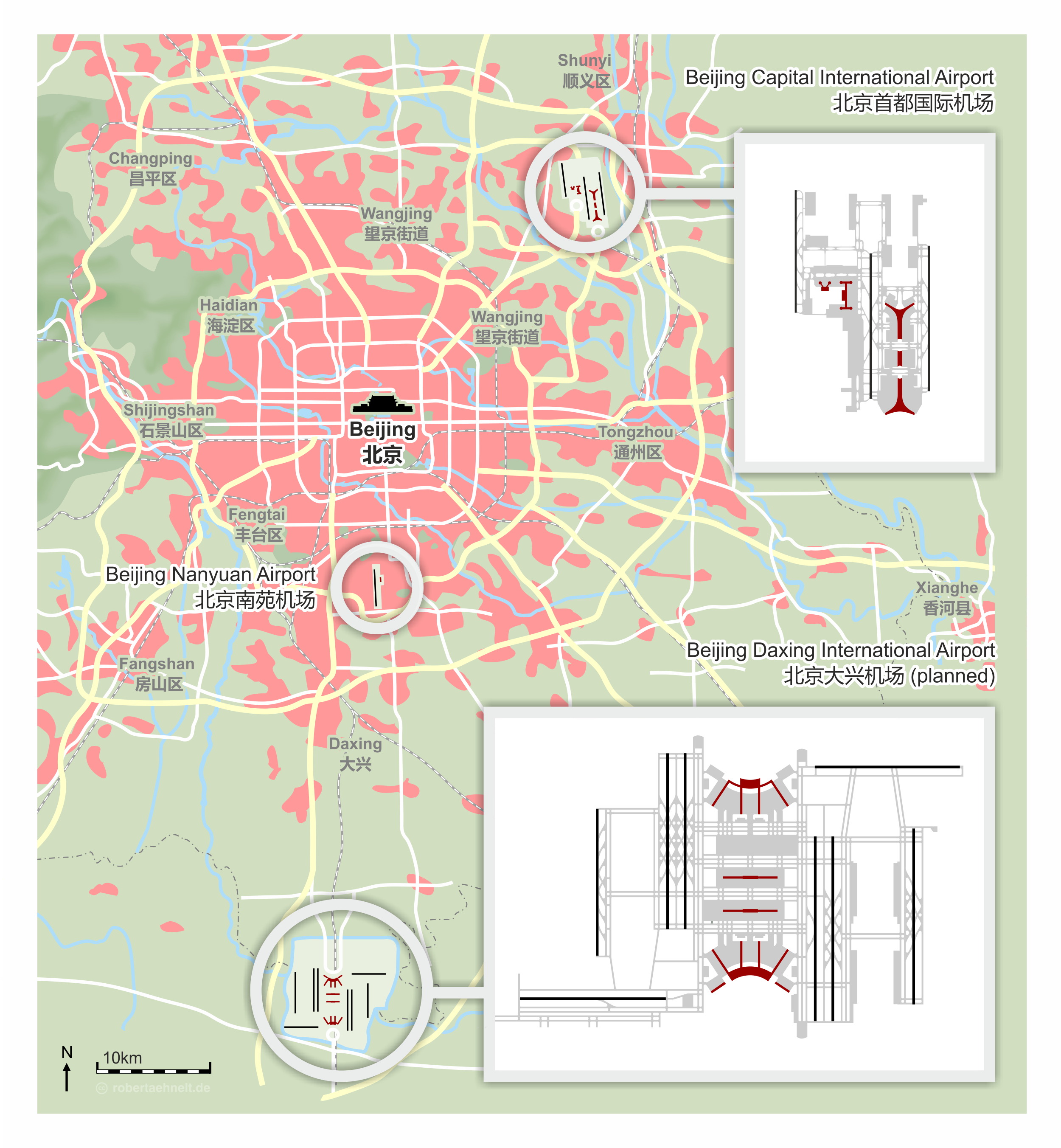
Flughäfen Pekings im Vergleich

- U-Bahn:  Die Flughafenlinie der U-Bahn Peking verläuft von der Station „Dongzhimen“ (Anschluss an die Linien 2 und 13) über „Sanyuanqiao“ (Anschluss an die Linie 10) zum Terminal 3 und führt über die Station „Terminal 2“ zurück.
- Bus:  Am Flughafen existieren sechs Buslinien in verschiedene Ortsteile.
- Taxi:  An den Ausgängen der Ankunftsbereiche befinden sich Taxistände. Eine Taxifahrt vom Flughafen Peking in die Innenstadt dauert ungefähr 60 Minuten.
- PKW:  Der Flughafen ist an drei mautpflichtige Fernstraßen angeschlossen. Dazu besteht ein 24-Stunden-Parkservice.

## Fluggesellschaften und Ziele

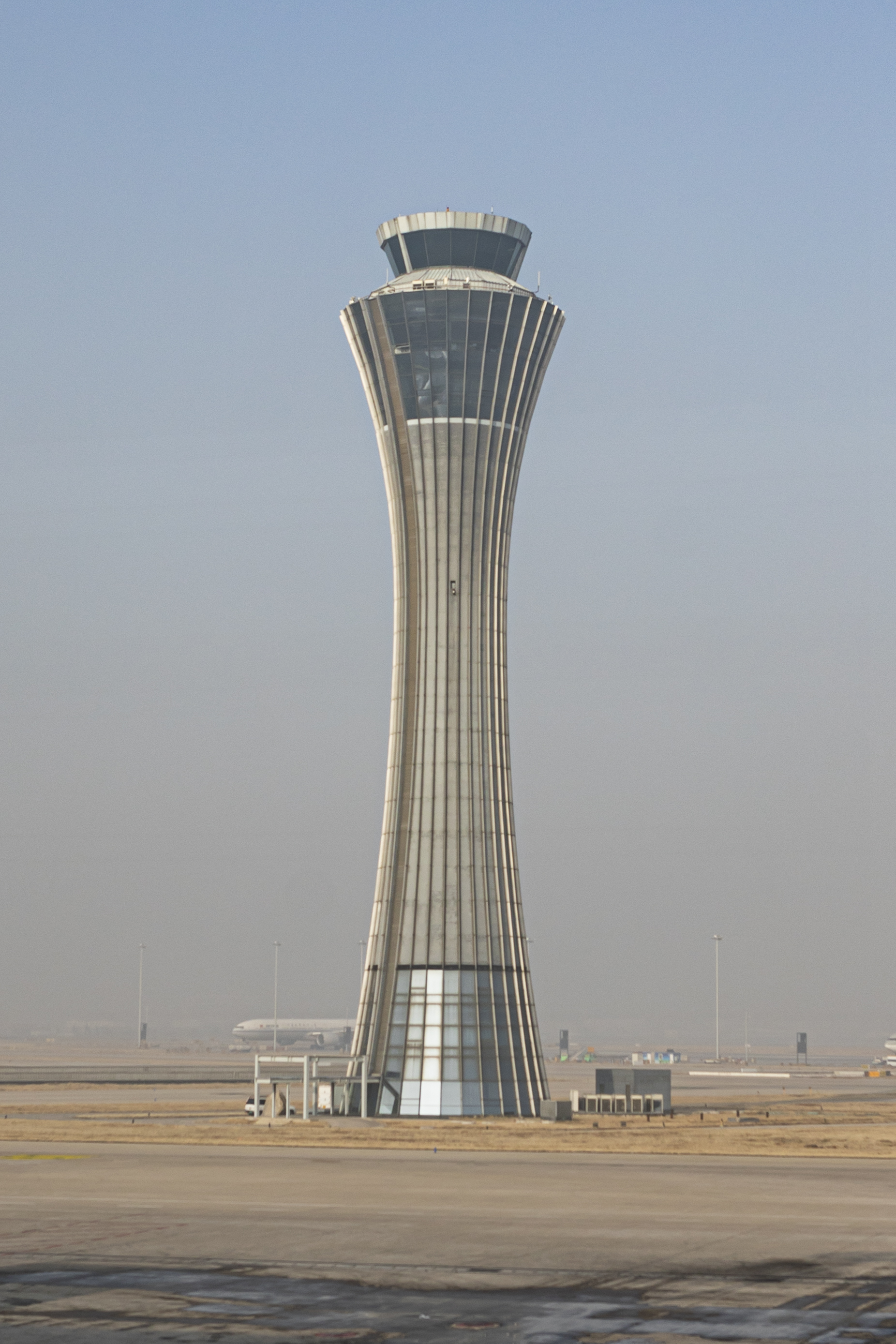
Der Tower des Flughafens

Der Flughafen wird von zahlreichen national und international agierenden Fluggesellschaften angeflogen. Seit dem 10. April 2011 dürfen tägliche A380-Flüge stattfinden. So fliegt zum Beispiel die deutsche Lufthansa jetzt täglich nach München. Hainan Airlines fliegt mehrmals pro Woche nach Berlin-Brandenburg. Frankfurt wird außerdem von Air China und Lufthansa angebunden. Emirates fliegt täglich nach Dubai und China Southern Airlines nach Guangzhou. Anfangs hatte die chinesische Zivilluftfahrtbehörde nur einen A380-Flug pro Woche gestattet und dies mit Problemen bei der Abfertigung begründet.

## Reiseeinrichtungen
Am Flughafen Peking gibt es viele Restaurants, Cafés und Bars. Die meisten Restaurants bieten typisch asiatisches Essen an, es gibt jedoch auch westlicher-orientierte Restaurants. Dazu kommen noch verschiedene Cafés oder Teehäuser.
Fünf verschiedene Banken haben am Flughafen mehrere Schalter. Im Terminal 3 gibt es auch mehrere Geldwechselbüros.
Es gibt in allen Terminals mehrere Stände mit öffentlichen Münz- oder Kartentelefonen, im Terminal 3 auch mit Multimediatelefonen. An ihnen kann man auch Informationen einholen oder E-Mails versenden. In den Airport Business Centern ist es außerdem möglich, über die Hot Spots eine drahtlose Verbindung zum Internet aufzubauen. Dieser Service ist kostenlos.
Im Terminal 3 gibt es sogenannte Commercial Center oder Airport Business Center in denen den Fluggästen Bürobereiche zur Verfügung stehen.
In unmittelbarer Nähe des Flughafens gibt es mehrere Hotels. Informationen über sie kann man in einem der fünf Information Center of Hotels finden.

## Terminals

### Terminal 1
Das Terminal 1 hat eine Fläche von 60.000 m² und wurde am 1. Januar 1980 eröffnet. Von Ende 1999 bis zum 20. September 2004 wurde es wegen Renovierungen geschlossen. In dieser Zeit wurden alle Flüge auf das neu eröffnete Terminal 2 umgeleitet. Wegen Sanierungsarbeiten an der Beleuchtung wurde das Terminal 1 vom 20. Mai 2008 bis zum 27. Juni 2008 erneut geschlossen. Vom Terminal 1 finden hauptsächlich die Inlandsflüge statt.

### Terminal 2
Das Terminal 2 öffnete am 1. November 1999. Wegen seiner hohen Kapazität konnte es alle Flüge während der Renovierungsarbeiten am Terminal 1 aufnehmen. Bis zur Eröffnung von Terminal 3 fanden alle internationalen sowie alle nationalen Flüge dort statt. Zurzeit beheimatet es die China Southern Airlines, China Eastern Airlines, Air China, Shanghai Airlines. Dazu fliegen Star Alliance und Skyteam Mitglieder von Terminal 2 ab. Die Oneworld-Mitglieder haben ihre gesamten Flüge auf das Terminal 3 verlegt.

### Terminal 3
Die Vergabe der Olympischen Spiele 2008 an Peking hat in der Stadt und seiner umgebenden Infrastruktur ein riesiges Investitionsprogramm angeschoben. So wurde bereits im Februar 2008 das internationale Terminal 3 zusammen mit einer dritten Start- und Landebahn in Betrieb genommen. Damit hat sich die Kapazität des Flughafens von 35 auf 60 Millionen Passagiere pro Jahr fast verdoppelt. Es wurde am 23. November 2007 fertiggestellt und am 29. Februar 2008 eingeweiht. Die Stahl-Glas-Konstruktion des Architekten Norman Foster erstreckt sich über 1,3 Millionen Quadratmeter und gilt damit als das größte Gebäude der Welt (Stand: 2013). Die Kosten belaufen sich auf umgerechnet 1,8 Milliarden Euro.
Zunächst nutzen sechs chinesische und ausländische Fluggesellschaften das Terminal 3, auf dessen Bahnen auch der Airbus A380 starten und landen kann. Andere Linien sind bis zum Beginn der Olympischen Spiele am 8. August dazugekommen. Der nördliche Teil des Terminals ist für die Internationalen, der südliche Teil für nationale und regionale Flüge vorgesehen. Beide Teile (zwischen diesen gibt es ein kleines Kontrollgebäude) sind mit einer einfachen Einschienenbahn verbunden. Laut Flughafenleitung betrug die Bauzeit für Terminal, Landebahn und den Großteil der dazugehörigen Infrastruktur weniger als vier Jahre. Der Flughafen hat nun 137 Rollbahnen, 114 Fluggastbrücken und 314 Abstellplätze für Flugzeuge. Die Gepäck-Transportbänder erstrecken sich über eine Gesamtlänge von 68 Kilometern. Es können 19.200 Gepäckstücke in einer Stunde befördert werden. Das Terminal hat über 300 Check-in-Schalter sowie 64 Restaurants und 90 Geschäfte. Im Parkhaus stehen über 7000 Parkplätze zur Verfügung.

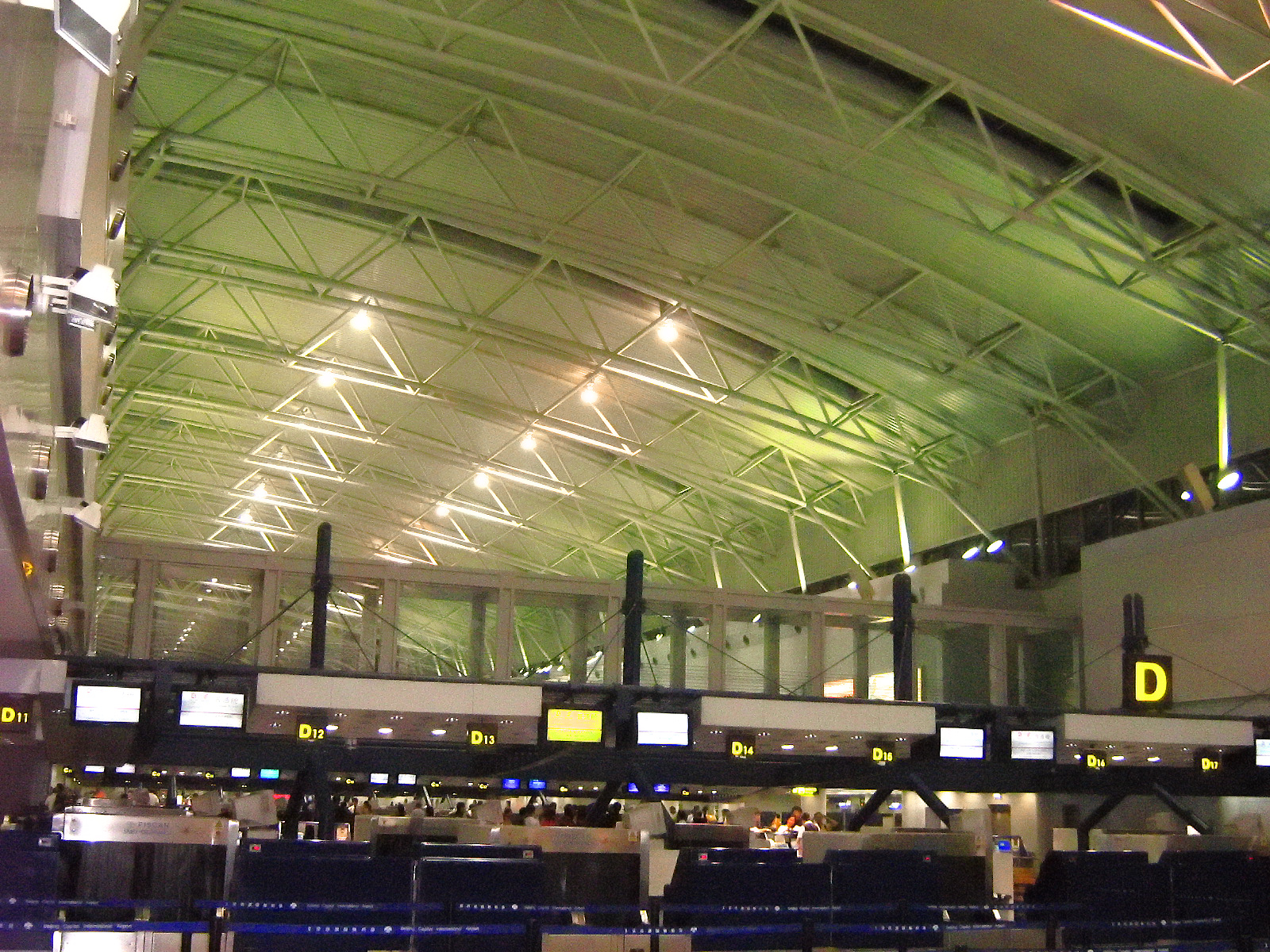
Terminal 2 von innen – Die Abflugshalle
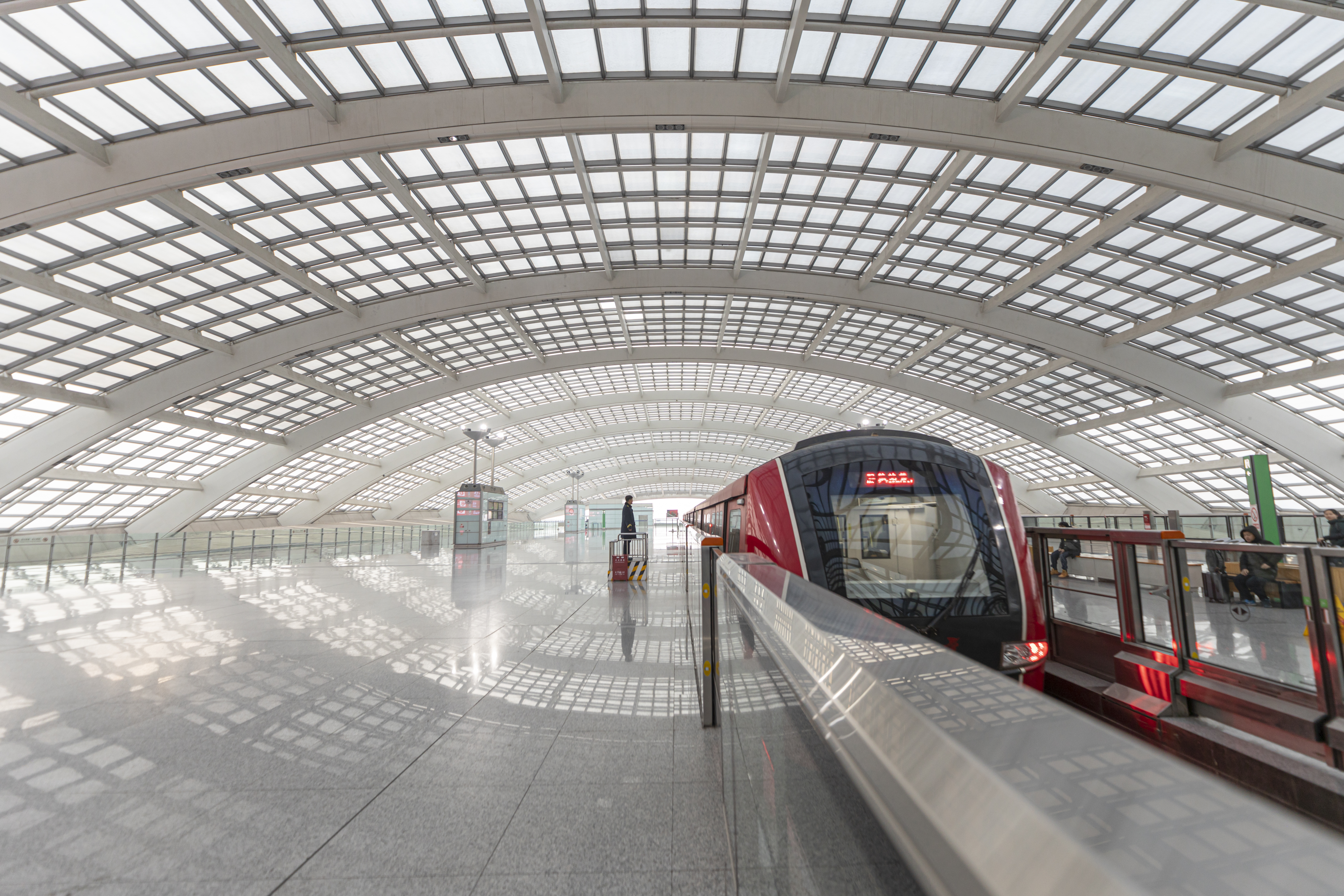
Airport Express der Pekinger U-Bahn im Terminal 3
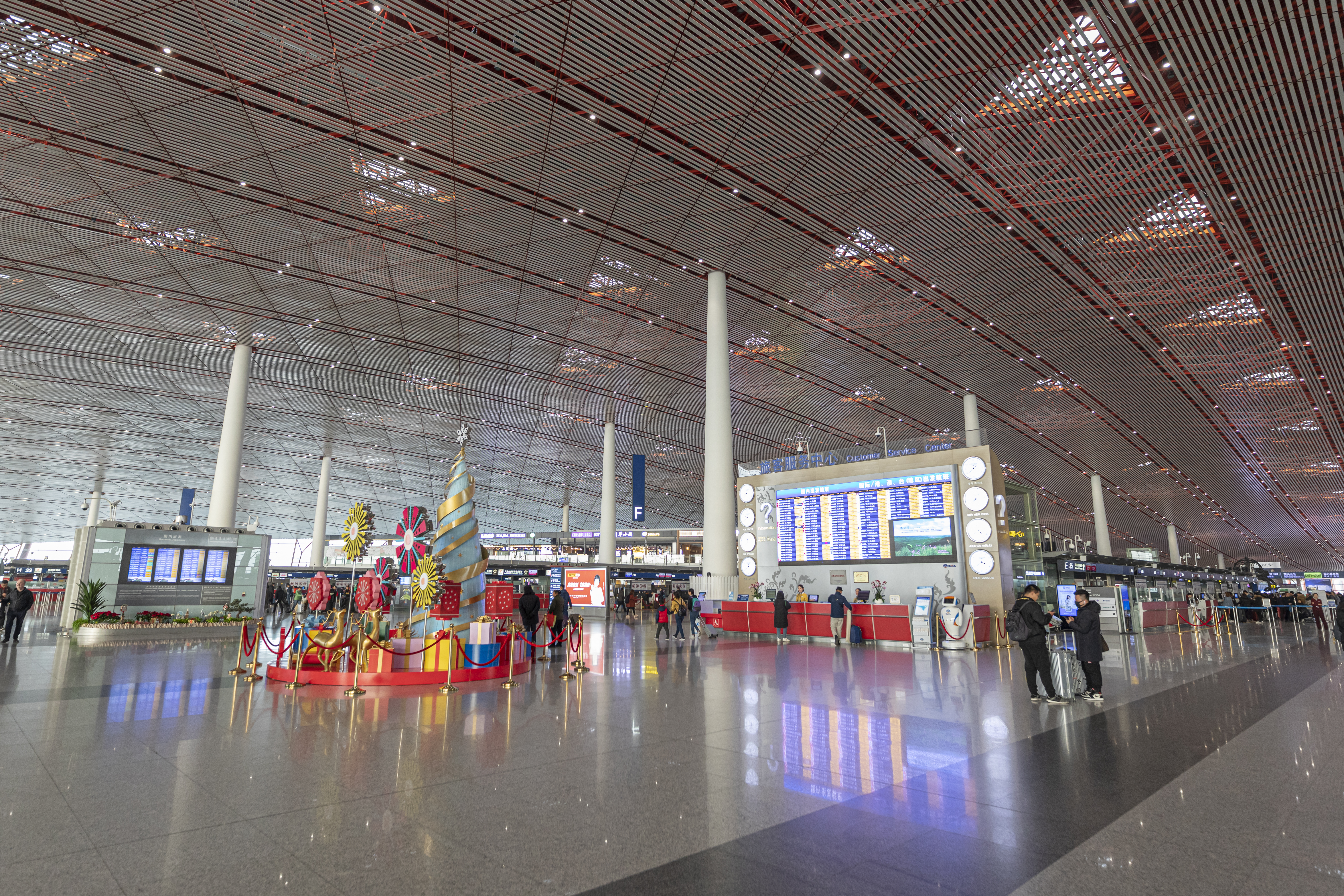
Terminal 3 von innen – Fluginformationstafel und Schalterhalle
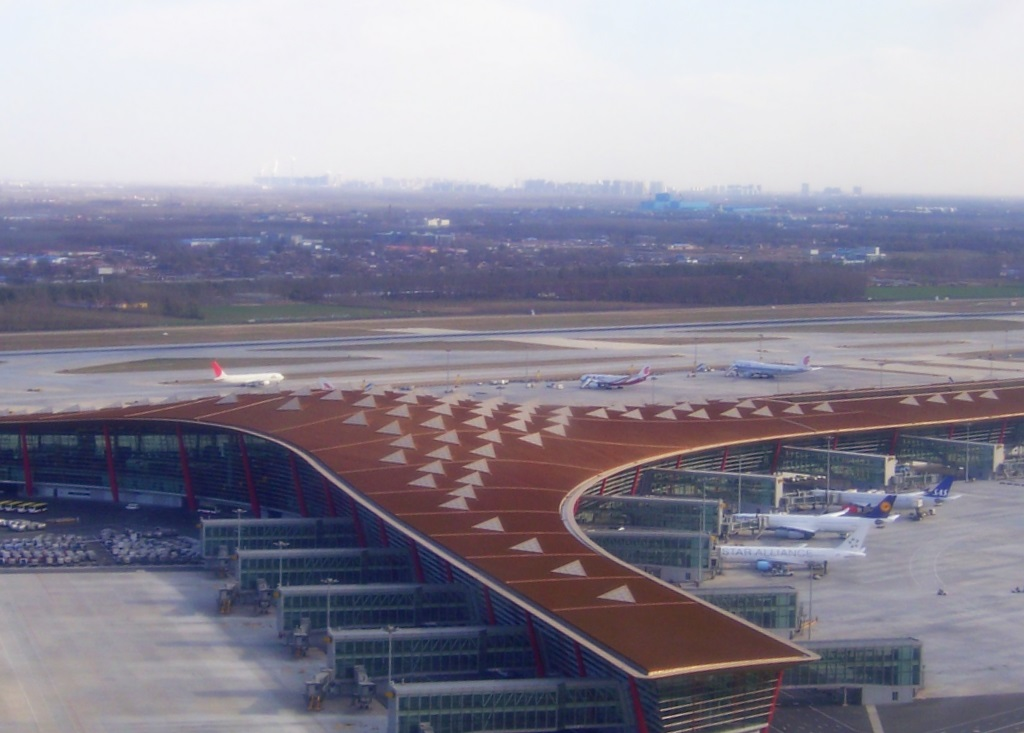
Ein Teilblick auf den Terminal 3

## Fluggastzahlen
- 2000: 20 Millionen
- 2004: 30 Millionen
- 2006: 48,5 Millionen
- 2007: 53,7 Millionen
- 2008: 64 Millionen
- 2009: 65,37 Millionen
- 2010: 73,9 Millionen
- 2011: 77,7 Millionen
- 2012: 81,8 Millionen
- 2017: 95,8 Millionen
- 2018: 100,98 Millionen

## Neubau
2011 wurden Pläne für den noch größeren Flughafen Peking-Daxing bekannt. Er wurde im Stadtbezirk Daxing südlich des Stadtzentrums errichtet und soll bis zu acht Start- und Landebahnen haben und für bis zu 120 Millionen Fluggäste ausgelegt sein. Die erste Ausbaustufe sollte am 15. Juni 2019 fertiggestellt sein und wurde im September 2019 eröffnet.

## Trivia
Der Flughafen Peking ist nach dem Hartsfield–Jackson Atlanta International Airport der zweite Flughafen, der 100 Millionen Passagiere in einem Jahr abgefertigt hat.